# De Kennis van Nu (televisieprogramma)
De Kennis van Nu was een Nederlands wetenschappelijk televisieprogramma van de NTR. Het programma volgde het VPRO/NTR-programma Labyrint op als wetenschapsprogramma van de Nederlandse Publieke Omroep. De opvolger van De Kennis van Nu werd het programma Atlas, in 2023 opgevolgd door Focus.
Het programma begon in 2014 onder de titel De Kennis van Nu. Vanaf februari 2018 heette het programma kortstondig Focus; vanaf 2019 werd de oorspronkelijke titel De Kennis van Nu weer gebruikt. Het programma werd sinds de start in 2014 op woensdagavond en sinds 2016 op donderdagavond uitgezonden op NPO 2. Tot en met 2014 bestond het programma uit meerdere items over verschillende wetenschappelijke onderwerpen, maar sinds 2015 staat per aflevering één onderwerp centraal. In elke aflevering wordt ingegaan op een actueel wetenschapsonderwerp. De Kennis van Nu werd tot en met 2015 afwisselend gepresenteerd door Diederik Jekel, Elisabeth van Nimwegen, Liesbeth Staats, Bart Meijer en André Kuipers. Van 2016 tot en met 2019 werd het enkel nog door Jekel en Van Nimwegen gepresenteerd. In 2020 werd Van Nimwegen terzijde gestaan door Dirk de Bekker en Lieven Scheire. 

## Onderwerpen
In De Kennis van Nu komen verschillende wetenschappen aan bod. Dit zijn een aantal voorbeelden:
GeologieIn IJsland is de Bárðarbunga-vulkaan al sinds augustus 2014 aan het uitbarsten. Diederik Jekel en een cameracrew reisden erheen voor een reportage.
KlimaatveranderingEen team van de redactie is begin 2015 afgereisd naar onderzoeksbasis Rothera op Antarctica, voor een lange special van De Kennis van Nu.
SportVoor de eerste aflevering van seizoen 2 (2014) liep Diederik Jekel de Marathon van Amsterdam. De uitzending stond in het teken van zijn voorbereiding en de beste trainingsmethoden.